# Heinz Haupt
Heinz Haupt (* 9. März 1924 in Nünchritz (Sachsen); † 21. Januar 2010) war ein Tischtennisnationalspieler und -trainer der DDR.

## Aktiver
Heinz Haupt betrieb als Achtjähriger im Verein ATV Leipzig-Reudnitz Handball und Turnen. Tischtennis spielte er in den 1950er Jahren im  Verein BSG Erich Zeigner Leipzig, aus dem später der BSG Einheit Ost Leipzig und  1. FC Lokomotive Leipzig hervorging. Mit diesem Verein wurde er 1950 sowie 1960 und 1961 Mannschaftsmeister der DDR. Bei den Individualmeisterschaften der DDR erreichte er dreimal das Endspiel: 1951 im Einzel sowie im Doppel 1949 (mit Siegfried Facius) und 1955 (mit Peter Schmidt).
Bei der Weltmeisterschaft 1957 kam Haupt in den Individualwettbewerben zum Einsatz, wo er jedoch frühzeitig ausschied. Sein größter Erfolg war der Gewinn der Bronzemedaille im Doppel mit Helmut Hanschmann bei der Europameisterschaft 1958. Nach vier Siegen unterlagen sie im Halbfinale den Ungarn Zoltán Berczik/Ferenc Sidó.
1958 wurde Haupt in der DDR-Rangliste auf Platz 10 geführt.
1961 beendete Haupt seine aktive Laufbahn.

## Trainer
Von 1961 bis 1965 studierte Haupt an der Deutschen Hochschule für Körperkultur in Leipzig. Parallel arbeitete er als Trainer beim TSG Oberschöneweide und beim BSG Außenhandel Berlin. Hier gewann er mit der Damenmannschaft 1968 und 1969 den Europapokal der Landesmeister. Bei der Weltmeisterschaft 1969 betreute der die Vizeweltmeisterin Gabriele Geißler.
Von 1974 bis 1989 war Haupt Vorsitzender im Trainerrat des DDR-Tischtennisverbandes DTTV und zuletzt Cheftrainer. 1989 wurde er mit dem Vaterländischen Verdienstorden in Bronze ausgezeichnet.

## Turnierergebnisse
| Verband | Veranstaltung       | Jahr | Ort       | Land | Einzel     | Doppel     | Mixed        | Team |
| ------- | ------------------- | ---- | --------- | ---- | ---------- | ---------- | ------------ | ---- |
| GDR     | Europameisterschaft | 1958 | Budapest  | HUN  |            | Halbfinale |              |      |
| GER     | Weltmeisterschaft   | 1957 | Stockholm | SWE  | letzte 128 | letzte 64  | keine Teiln. |      |